# Adapter
En adapter er afledt af det engelske ord adapt, som betyder tilpasse. Betegnelsen bruges om tekniske indretninger, der danner en overgang mellem to standarder. Ordet anvendes mest indenfor elektronik- og IT-områderne, men også mekanisk tilpasning kan forudsætte anvendelsen af en adapter.
Eksempler:
- (IT-teknisk) En adapter omformer et udgangsstik med et andet, så to applikationer med forskellige snitflader kan forbindes med hinanden.
- Mange radiosendere og modtagere har en N-konnektor som antennestik, men de mest anvendte ledninger til test og afprøvning har BNC-stik. Derfor påsættes gerne en N-til-BNC-adapter ved eftersyn.
- Ved køb af en dåse lightergas medfølger gerne en række adaptere, så man kan finde den, der passer til den lighter, man har.